# Dagene imellem
Dagene imellem er en kortfilm instrueret af Karoline Lyngbye efter hendes eget manuskript.
Blandt de medvirkende finder man Iben Marie Miller, Peter Reinholt Jensen, Steffen Nielsen og David Garmark.